# Molophilus (Molophilus) spiculatus
Molophilus (Molophilus) spiculatus is een tweevleugelige uit de familie steltmuggen (Limoniidae). De soort komt voor in het Nearctisch gebied.